# Lijst van presidenten van Equatoriaal-Guinea
Dit is een lijst van presidenten van Equatoriaal-Guinea.

## Presidenten van Equatoriaal-Guinea (1963-heden)

### Premier en President van de Regeringsraad (1963-1968)
| President                      | Ambtstermijn | Partij |
| ------------------------------ | ------------ | ------ |
| Bonifacio Ondó Edu (1922-1969) | 1963-1968    | MUNGE  |

### Presidenten (1968-heden)
| President | President                            | Ambtstermijn | Partij         |
| --------- | ------------------------------------ | ------------ | -------------- |
|           | Francisco Macías Nguema (1924-1979)  | 1968-1979    | PUNT           |
|           | Teodoro Obiang Nguema Mbasogo (1942) | 1979-heden   | Mil; 1987 PDGE |

Afkortingen: MUNGE = Movimiento Nacional de Unidad de Guinea Ecuatorial; PUNT = Partido Unido Nacional del Trabajador (Verenigde Nationale Arbeiderspartij, autoritair); PDGE = Partido Democratico Guinea Ecuatorial (Democratische Partij van Equatoriaal-Guinea, autoritair)